# イオンタウン山科椥辻
イオンタウン山科椥辻（イオンタウンやましななぎつじ）は、京都府京都市山科区にあるイオンタウン。2019年12月6日開業。

## 概要
2018年11月30日に営業終了したグルメシティヒカリ屋山科店の跡地に建設された。核店舗の「イオンフードスタイル山科椥辻店」は、旧店舗から引き続きダイエーが運営する。
2020年7月1日には3階にルネサンスが開業した。

## 店舗

### 本館
1階
- イオンフードスタイル
- 風車
- cache
- 京都嵐山　中村屋
- ディッパーダン
- 107DIP RASNA
- 108ベビーフェイスプラネッツ
- SEIYOSHA
- BB' Flowers

2階
- ザ・ダイソー
- Jewel HOTTA
- ダックス
- セイハ英語学院
- ソフトバンク
- たけむら内科消化器クリニック
- 保険本舗
- マーブル＊マーブル
- 水廻り専門店コスパる
- サイゼリヤ

3階
- ルネサンス